# Тавтология (риторика)
Тавтоло́гия (от др.-греч. ταὐτολογία ← ταὐτός «то же самое» + λόγος «слово») — риторическая фигура, представляющая собой необоснованное повторение одних и тех же (или однокоренных), например, «масло масляное», «эмоциональные эмоции» и тому подобное; термин античной стилистики, обозначающий повторение однокоренных или тех же слов. 

Античная стилистика подводит многословие речи под три понятия.
В отличие от плеоназма, тавтология состоит исключительно из однокоренных или тех же слов, не оправдана ни с логической, ни с эмоциональной точек зрения. 
Древние греки называли тавтологию периссология (от др.-греч. περιττός «лишний»), и баттология (от имени киренейского царя Батта, который заикался, или поэта Батта, любителя ненужных длиннот).